# Otto II z Northeimu
Otto II z Northeimu, niem. Otto II. von Northeim (ur. ok. 1020, zm. 11 stycznia 1083) – hrabia Northeimu, książę Bawarii od 1061 r. do 1070 r., jeden z głównych przywódców opozycji przeciwko królowi Niemiec Henrykowi IV Salickiemu.

## Życiorys
Otto pochodził z rodu hrabiów Northeimu. Był synem hrabiego Bennona (Bernarda), zmarłego ok. 1047/1049, oraz Eiliki. Gdy odziedziczył hrabstwo po śmierci ojca, stał się jednym z najpotężniejszych możnych saksońskich. Chcąc go pozyskać jego wsparcie dla młodego króla Niemiec Henryka IV sprawująca regencję matka króla cesarzowa Agnieszka nadała Ottonowi w 1061 księstwo Bawarii.
Już w 1062 Otto wystąpił przeciwko Agnieszce i królowi, stając po stronie arcybiskupa Kolonii Annona II, który porwał króla. Po tym zatargu stał się jednak jedną z czołowych postaci w polityce królewskiej. W 1063 doprowadził do powrotu na tron węgierski Salomona. W 1064 wraz z arcybiskupem Annonem był arbitrem w sporze o tron papieski Aleksandrem II i Honoriuszem II. Po objęciu osobistych rządów przez Henryka IV Otton dwukrotnie reprezentował jego interesy w Italii.
W 1069 podczas wyprawy wojennej przeciwko Lutykom doszło do konfliktu pomiędzy ludźmi króla i Ottona. W efekcie król w 1070 oskarżył Ottona o próbę zamachu na jego osobę. Otto utracił nie tylko godność księcia bawarskiego, ale swe posiadłości na terenie Saksonii (część z nich potem odzyskał). W 1073 Otto stanął na czele buntu przeciwko Henrykowi IV, który objął Saksonię i Turyngię. Objął on nie tylko miejscowych możnych, niezadowolonych z ich dyskryminacji przez króla (odsuwania od rządów i zmniejszania ich dóbr kosztem domen królewskich), ale także masy ludowe. Król Henryk IV został zmuszony do opuszczenia swej siedziby w Goslarze i udał się do zachodniej części Niemiec – tamtejsi książęta jednak także opowiedzieli się przeciwko niemu. Na początku 1074 został zawarty rozejm, w którym król zaakceptował szereg żądań możnych – m.in. zburzenia kilku grodów królewskich, obsady rady królewskiej możnymi saskimi, wreszcie gwarancji nietykalności.
Na mocy rozejmu Otto z Northeimu miał ponownie otrzymać Bawarię, tak się jednak nie stało. Po nieudanej próbie zbrojnego wystąpienia w 1075 roku, zakończonej klęską w bitwie nad Unstrutą pogodził się z królem (m.in. otrzymując nominację na królewskiego namiestnika w Saksonii), ale już w 1076/1077 ponownie był jednym z przywódców opozycji, aktywnie wspierając antykróla Rudolfa z Rheinfelden (m.in. uczestniczył w latach 1078–1080 w bitwach pod Mellrichstadt i Flarchheim, odznaczając się męstwem i walnie przyczyniając się do zwycięstw Rudolfa). Po śmierci Rudolfa w bitwie nad Elsterą Otto wspierał kolejnego antykróla, Hermana z Salm.
Dobra Northeim na początku XII w. przypadły królowi Niemiec Lotarowi z Supplinburga, który poślubił wnuczkę Ottona, Rychezę.

## Rodzina
Około 1050 Otto poślubił Rychezę (zm. w marcu 1083), wdowę po hrabim Werl Hermanie, być może córkę księcia Szwabii Ottona II. Ze związku tego pochodziło czterech synów i cztery córki:
- Etelinda, żona księcia Bawarii Welfa I, a następnie hrabiego Calvelage Hermana (zm. po 1071),
- Kuno, hrabia Beichlingen (zm. 1103),
- Matylda, żona hrabiego Werl-Arnsberg Konrada II,
- Henryk Gruby, margrabia Fryzji (zm. 1101),
- Zygfryd, hrabia Boyneburga (zm. 1107),
- Otto (?),
- Ida, żona hrabiego Wettinu Thimona (zm. 1091),
- nn. córka.